# Psychotria canescens
Psychotria canescens är en måreväxtart som beskrevs av Julian Alfred Steyermark. Psychotria canescens ingår i släktet Psychotria och familjen måreväxter. Inga underarter finns listade i Catalogue of Life.